# Araucaria
Araucaria is een geslacht van groenblijvende coniferen uit de familie Araucariaceae. Er komen nog 19 soorten in het geslacht Araucaria voor. Deze hebben een zeer groot verspreidingsgebied, dat bestaat uit Nieuw-Caledonië (hier zijn 13 soorten endemisch), Norfolk, het oosten van Australië, Nieuw-Guinea, Argentinië, Chili en zuidelijk Brazilië. De slangenden (Araucaria araucana) en de kamerden (Araucaria heterophylla) zijn algemeen bekende soorten van het geslacht.

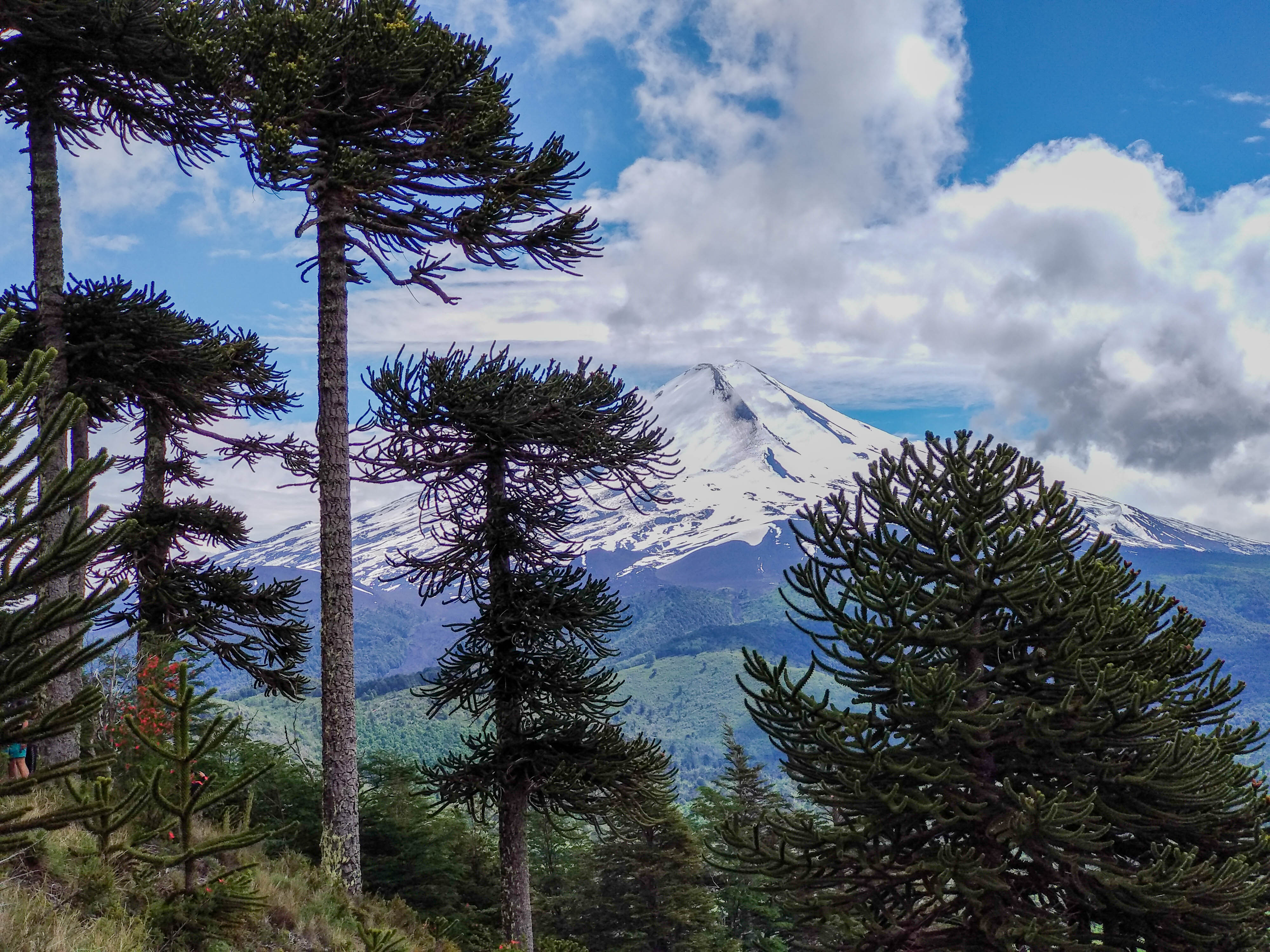
Araucaria araucanas met uitzicht op de vulkaan Llaima

De meeste (misschien alle) huidige populaties zijn relicten en de soorten zijn niet algemeen voorkomend. Ze worden aangetroffen in bossen en maquis-achtige vegetaties, met een affiniteit voor blootgestelde plaatsen. De zuilvormige bomen zijn feitelijk "levende fossielen". Het geslacht Araucaria dateert uit de vroege Jura (het genus was al aanwezig in Zuid-Amerika 150 miljoen jaar geleden). Fossiele vondsten van het geslacht, tot aan het einde van het Krijt. zijn ook aangetroffen op het noordelijk halfrond.
Het geslacht is genoemd naar de Mapuche-indianen van Centraal-Chili en Zuidwest-Argentinië, die door de Spanjaarden Araucanos genoemd werden, en in wier gebied de slangenden voorkomt (daar is het tegenwoordig bekend als péhuen). Deze Indianen, die zichzelf de Pehuenche ('mensen van de Pehuén') noemen, gebruiken de zaden van de slangenden als voedsel.
De soorten van het geslacht zijn veelal grote bomen met een massieve stam, die hoogten van 30–80 m kunnen bereiken. De takken zijn bedekt met leerachtige, schub- of naaldvormige bladeren, die meestal langjarig (tot meer dan 15 jaar) aan de boom blijven. De bladeren van sommige soorten zoals de slangenden hebben een scherpe, driehoekige, schubachtige vorm, bij andere soorten zoals Araucaria columnaris zijn ze eerder naaldachtig.
De soorten zijn meestal tweehuizig. Mannelijke en vrouwelijke kegelvruchten bevinden zich aan verschillende bomen, terwijl sommige planten eenhuizig zijn. De vrouwelijke kegels, die zich vaak bovenaan de boom bevinden, zijn bolvormig. Bij rijpheid bevatten ze tachtig tot tweehonderd grote, eetbare zaden, die op zaden van dennen lijken, maar groter zijn. De mannelijke kegels zijn kleiner, smal, langgerekt en cilindrisch.

## Classificatie en soortenlijst
Het geslacht Araucaria wordt verdeeld in vier secties, waarvan de secties Bunya en Eutacta de oudste zijn. De soorten van deze secties stammen uit het Jura-tijdperk en kwamen tijdens het Mesozoïcum voor op beide halfronden.
- Sectie Araucaria. De soorten hebben brede bladeren. De kegels zijn meer dan 12 cm breed. De kieming is hypogeïsch (ondergrondse kieming). Een synoniem is A.  sect. Colymbea.
  - A. angustifolia komt voor in Zuidoost-Brazilië, Noordoost-Argentinië.
  - A. araucana komt voor Centraal-Chili en West-Argentinië.
- Sectie Bunya.
  - A. bidwillii (bunya-bunya) komt voor in Oost-Australië.
- Sectie Intermedia.
  - A. hunsteinii komt voor in Nieuw-Guinea.
- Sectie Eutacta. Deze soorten hebben smalle bladeren, die priem-vormig zijn. De kegels zijn minder dan 12 cm breed. De kieming is epigeïsch (bovengrondse kieming).
  - A. bernieri komt voor in Nieuw-Caledonië.
  - A. biramulata komt voor in Nieuw-Caledonië.
  - A. columnaris komt voor in Nieuw-Caledonië.
  - A. cunninghamii komt voor in oostelijk Australië, Nieuw-Guinea.
  - A. heterophylla (kamerden) komt voor op het eiland  Norfolk, een Australisch extern territorium
  - A. humboldtensis komt voor in Nieuw-Caledonië.
  - A. laubenfelsii komt voor in Nieuw-Caledonië.
  - A. luxurians komt voor in Nieuw-Caledonië.
  - A. montana komt voor in Nieuw-Caledonië.
  - A. muelleri komt voor in Nieuw-Caledonië.
  - A. nemorosa komt voor in Nieuw-Caledonië.
  - A. rulei komt voor in Nieuw-Caledonië.
  - A. schmidii komt voor in Nieuw-Caledonië.
  - A. scopulorum komt voor in Nieuw-Caledonië.
  - A. subulata komt voor in Nieuw-Caledonië.